# Lionel Sackville-West, 2:e baron Sackville

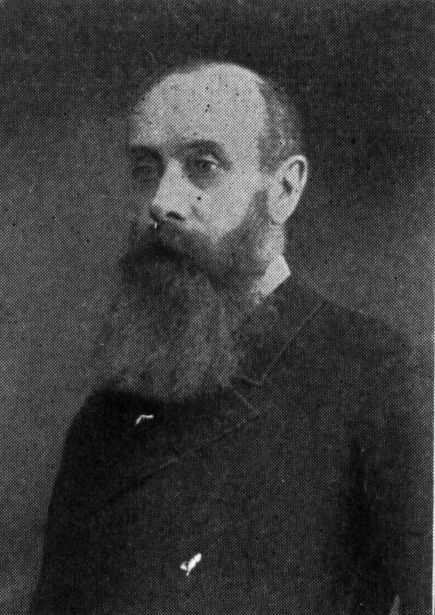
Lionel Sackville-West, 2:e baron Sackville.

Lionel Sackville-West, 2:e baron Sackville, född den 19 juli 1827, död den 3 september 1908, var en brittisk diplomat. Han var sonsons dotterson till Lionel Sackville, 1:e hertig av Dorset och morfar till Vita Sackville-West.
Sackville inträdde 1847 på diplomatbanan, blev 1868 ambassadsekreterare i Paris och vårdade modigt ambassaden under kommunen 1871, blev 1873 envoyé i Argentina, 1878 i Madrid samt 1881 i Washington. Genom en mystifikation lockades han under presidentvalskampanjen 1888 att i brev till en fingerad valman uttala sig gynnsamt om presidenten Clevelands politik gentemot England, varefter brevet publicerades för att beröva Cleveland irländska röster. Amerikanska regeringen lät, sedan Sackville intervjuats om saken, tillställa honom hans pass (30 oktober) i hopp om att genom denna kraftåtgärd stärka Clevelands utsikter till återval veckan därpå. 
Sackville ärvde samma år sin brors baronvärdighet och pensionerades 1889. Han hade i en förbindelse med en spansk dansös, Pepita de Oliva (död 1871), flera barn, av vilka en son 1909 gjorde anspråk på faderns gods och titel, förebärande ett hemligt äktenskap mellan föräldrarna. Efter en sensationell rättegång tillbakavisade 1910 de engelska domstolarna detta anspråk. En dotter i denna förbindelse, Victoria Sackville-West, var gift med sin kusin, den tredje baronen.